# Büchlberg (Reichsforst)
Der Büchlberg ist ein 651 m ü. NHN hoher dicht bewaldeter Basaltkegel nördlich von Mitterteich im Oberpfälzer Landkreis Tirschenreuth im Reichsforst, Fichtelgebirge.

## Geographie
Zusammen mit den nahe gelegenen Basaltkegeln Steinbühl (575 m) und Streuleite (582 m) wird der Büchlberg im Westen und Süden von der Autobahn A 93 und der Bahnstrecke Weiden–Oberkotzau von Pechbrunn und Steinwald getrennt. Direkt am Osthang befindet sich die Ortschaft Großbüchlberg, südlich davon, nahe Mitterteich und dem Steinbühl, die Ortschaft Kleinbüchlberg.

## Geologie
Zwischen Marktredwitz, Mitterteich, Konnersreuth und Seußen liegt ein großes Basalteruptionsgebiet. Es ist der westlichste Ausläufer des nordböhmischen Basaltvulkanismus. Im Miozän ist hier flüssige Basaltmasse durch den Granit emporgedrungen.

## Tourismus
Der mundartlich als „Freizeithugl“ (Freizeithügel, 632 m) bekannte Nebengipfel verfügt über einen Skilift und eine Sommerrodelbahn.